# Weizenbaum-Test
Als Weizenbaum-Test wird die Überprüfung von Anwendungen künstlicher Intelligenz auf ihren gesellschaftlichen Wert hin bezeichnet. Jack Stilgoe forderte im Jahr 2023 im Magazin Science unter dem Titel We need a Weizenbaum test for AI einen solchen Test und bezog sich dabei auf einen Artikel von Joseph Weizenbaum aus dem Jahr 1972.

## Fragen von Weizenbaum
Weizenbaum stellte im Jahr 1972 die folgenden Fragen bezüglich Technologien künstlicher Intelligenz:
1. Wer wird profitieren?
2. Wer wird die Kosten tragen?
3. Was bedeutet die Technologie für zukünftige Generationen?
4. Was sind die Implikationen nicht nur für die Wirtschaft und internationale Sicherheit, sondern auch für unseren Begriff des Menschseins?
5. Ist die Technologie umkehrbar?
6. Welche Grenzen sollte ihrer Anwendungen auferlegt werden?

## Kritik
An Stilgoes Vorschlag zum Weizenbaum-Test wurde kritisiert, dass die systematische Bewertung des gesellschaftlichen Nutzens einer Technologie nicht umzusetzen sei.

## Sonstiges
Der Weizenbaum-Test kann als Erweiterung des Turing-Tests angesehen werden, der noch aus einer Zeit stammt, in der Diskussionen zu Anwendungen künstlicher Intelligenz einen rein theoretischen Charakter hatten.